# Масалимов, Роман Дамирович
Рома́н Дами́рович Масали́мов (род. 3 июня 1983, Тольятти) — российский боксёр тяжёлой весовой категории, выступал за сборную во второй половине 2000-х годов. Бронзовый призёр Кубка мира, победитель и призёр многих крупный турниров, как российских, так и международных. На соревнованиях представлял Самарскую область, мастер спорта международного класса.

## Биография
Роман Масалимов родился 3 июня 1983 года в Тольятти, Самарская область. Активно заниматься боксом начал в возрасте пятнадцати лет у тренера Власова, затем продолжил подготовку под руководством Яковлева Ф. Ф. Первого серьёзного успеха на ринге добился в 2006 году, когда в тяжёлом весе выиграл чемпионат Поволжского федерального округа и VI Всероссийский турнир по боксу класса «А» памяти героя социалистического труда Николая Семизорова — за эту победу ему присвоено звание мастера спорта.
В 2008 году Масалимов победил на чемпионате Вооружённых сил, был лучшим на чемпионате МВД и благодаря череде удачных выступлений удостоился права защищать честь страны на Кубке мира в Москве. В четвертьфинальном бою взял верх над греком Элиасом Павлидисом, но на следующей стадии со счётом 3:21 проиграл кубинцу Осмаю Акосте, который в итоге и стал обладателем кубка. Получив бронзовую медаль, вскоре Роман Масалимов принял решение завершить карьеру спортсмена, уступив место молодым российским боксёрам.